# Dorfkirche Sanne (Hassel)

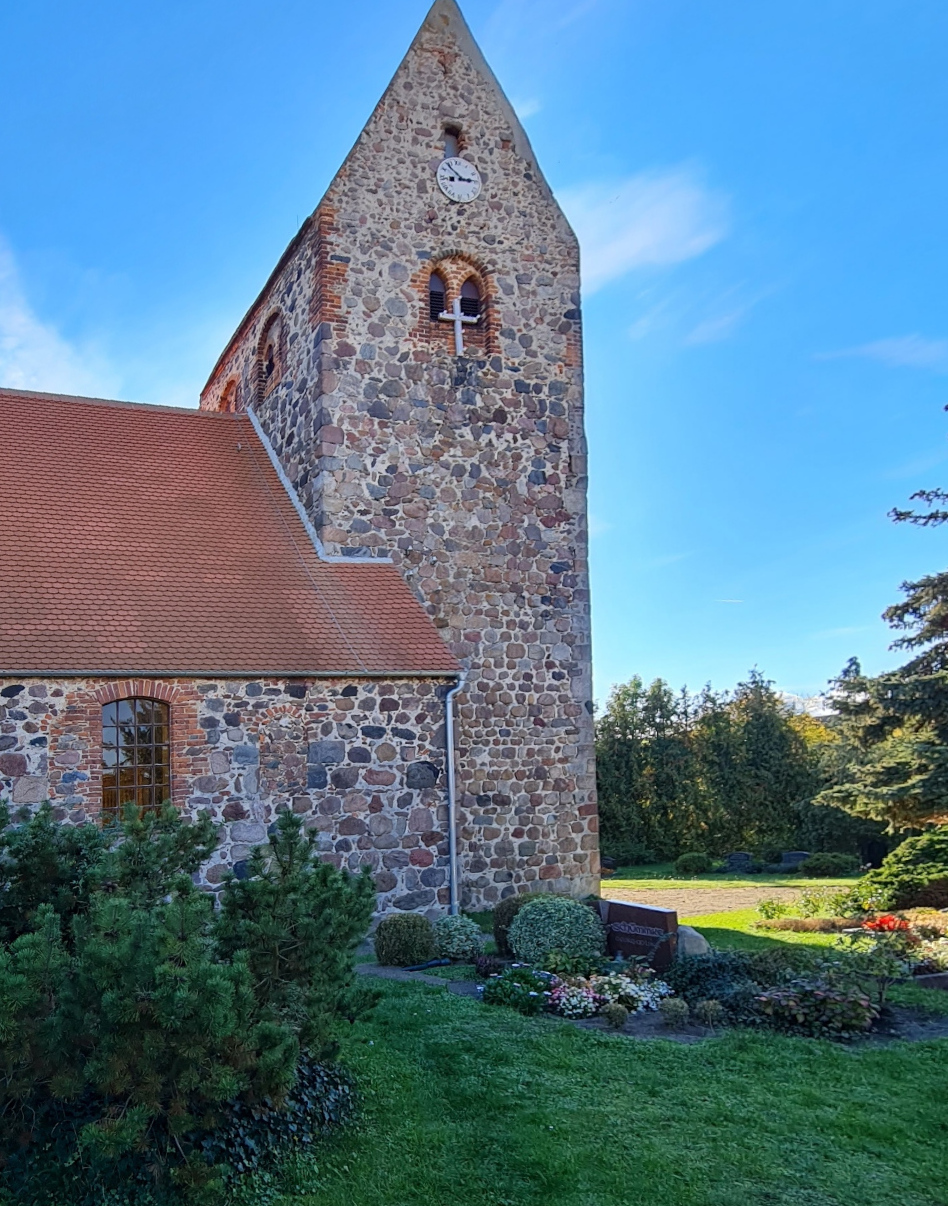
Dorfkirche Sanne (Hassel)

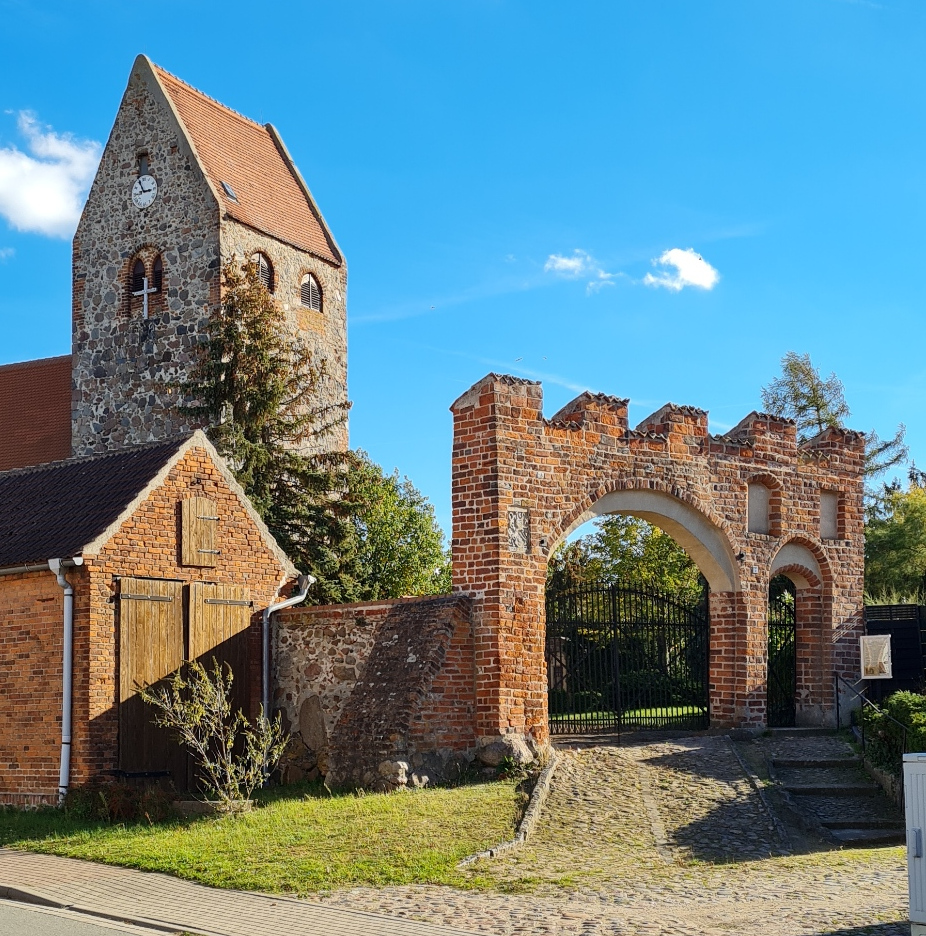
Tor zum Kirchhof

Die evangelische Dorfkirche Sanne (Hassel) (ehemals St. Dionysius) ist eine romanische Saalkirche aus Feldstein im Ortsteil Sanne von Hassel (Altmark) im Landkreis Stendal in Sachsen-Anhalt. Sie gehört zum Pfarrbereich Arneburg im Kirchenkreis Stendal der Evangelischen Kirche in Mitteldeutschland (EKMD).

## Geschichte und Architektur
Die romanische Saalkirche mit eingezogenem Rechteckchor und schmalerem quadratischem Westturm mit Satteldach wurde gegen Ende des 12. Jahrhunderts aus Feldsteinmauerwerk erbaut. Die gekuppelten Schallöffnungen des Turms unter rundbogiger Blende sind spitzbogig ausgebildet. Am Glockenstuhl ist die Inschrift M.DIDERICH 1608 angebracht. Ein Umbau wurde um 1730 vorgenommen. Im Schiff und Chor sind stichbogige Fenster eingelassen, die teils noch vermauert sind. Portale mit in Backstein gefassten Rundbögen erschließen das Bauwerk, an der Ostseite des Chors sind zwei vermauerte Rundbogenfenster mit Granitgewände eingebaut. Restaurierungen erfolgten in den Jahren 1902 und 1930.
Im Innern schließt eine flache hölzerne Decke mit ornamentaler Bemalung vom Ende des 19. Jahrhunderts das Bauwerk, ein mächtiger Triumphbogen gliedert den Raum. Eine Westempore aus dem 17. Jahrhundert ist mit ausgesägten Bretterdocken gestaltet. Im Turm ist ein Tonnengewölbe eingezogen, das zum Schiff hin mit einem Rundbogen verbunden ist; das Westportal wurde um 1730 eingebrochen. Unter dem Chor und unter dem Schiff ist eine große Gruftanlage eingebaut.

## Ausstattung
Das Hauptstück der Ausstattung ist ein Kanzelaltar aus der Zeit um 1730 mit reichen Akanthusschnitzereien. Gleichzeitig entstand der qualitätvolle, heute auf der Westempore aufbewahrte Taufengel. Die Orgel wurde um 1880 erbaut.
Zur Ausstattung gehören weiter eine Grabplatte mit Relief des Marten von Klotze († 1596), ein Grabstein des Heinrich von Klotze und seiner Frau († 1516) und weitere Grabplatten im Fußboden des Chores aus dem 16. bis 18. Jahrhundert, unter anderem des Predigers Michael Friedrich Spieker, der auch in einem Ölporträt von Johann Friedrich Kunckel an der Orgelempore dargestellt ist. Zwei Bronzeglocken wurden 1478 vom Michaelismeister und 1501 von Hermann Vogel gegossen.
Ein großes Friedhofsportal aus Backstein mit großer und kleiner Stichbogenpforte und Zinnenbekrönung erschließt den Kirchhof, am linken Torpfeiler ist eine Sandsteintafel mit Wappen angebracht, die auf 1530 datiert und 1994 saniert wurde.